# Вбивство сім'ї Моррісвіль
Вбивство сім'ї Моррісвілль сталося 26 лютого 2019 року, коли Дікрі Шана С. та її дочка Домінік К. Дікрі нібито вбили п'ятьох родичів, у тому числі трьох дітей, у їхній квартирі в Моррісвіллі, штат Пенсільванія.

## Інцидент
Поліція повідомляє, що Шана та Домінік стверджували, що члени їхніх сімей хочуть померти, тому вони їх задушили, перш ніж Домінік задушила сестру. Пізніше тіла знайшли після того, як соціальний працівник пішов перевірити будинок. Працівник технічного обслуговування відкрив двері після того, як не було відповіді на початковий стукіт. Тоді Шану та Домінік арештували за вбивства.

## Підозрювані
Шані та Домінік Дікрі було пред'явлено обвинувачення за вбивство першого ступеня та за змову.